# Сан-Диего Клипперс (Джи-Лига НБА)
Сан-Диего Клипперс (англ. San Diego Clippers) — американский профессиональный баскетбольный клуб, выступающий в Западном дивизионе Западной конференции Джи-Лиги НБА. Команда была основана 15 апреля 2017 года и базируется в городе Ошенсайд штата Калифорния. Является фарм-клубом команды Национальной баскетбольной ассоциации «Лос-Анджелес Клипперс». Домашние игры проводит на стадионе «Фронтвейв Арена».

## История
С 2009 по 2014 год «Лос-Анджелес Клипперс» были аффилированы с «Бейкерсфилд Джэм», прежде чем их приобрели «Финикс Санз». В декабре 2015 года Док Риверс, главный тренер «Клипперс», упомянул о необходимости для клуба владеть командой Лиги развития НБА.
В апреле 2017 года сообщалось, что «Клипперс» планируют разместить фарм-клуб либо в Онтэрио, либо в Бейкерсфилде перед грядущим сезоном. В мае появились первые сообщения о размещении филиала клуба в Онтэрио. 15 мая было объявлено об официальном основании «Агуа-Кальенте Клипперс Онтэрио»; домашним стадионом стал «Ситизенс Бизнес Банк Арена». Команда была названа в честь группы индейцев кауилла Агуа-Кальенте, признанного на федеральном уровне племени с курортами и казино в Палм-Спрингс и выступавшего спонсором «Клипперс». Генеральным менеджером был назначен Ди Браун, а главным тренером — Кейси Хилл.
После дебютного сезона, который «Агуа-Кальенте» закончили на последнем месте в дивизионе с 23 победами и 27 поражениями, тренерский мостик занял Брайан Адамс. В 2021 году главным тренером был назначен Пол Хьюитт. В том сезоне команда впервые достигла финала конференции, в котором уступила «Делавэр Блю Коатс». 5 июля 2022 года клуб официально сменил название на «Онтэрио Клипперс». 22 декабря, победив «Винди-Сити Буллз» со счётом 99:97, «Клипперс» завоевали свой первый трофей — Зимний кубок.
11 марта 2024 года было объявлено, что клуб переедет в Ошенсайд в округе Сан-Диего и получит название «Сан-Диего Клипперс», которое использовал «Лос-Анджелес» с 1978 по 1984 год. Новым домашним стадионом стала «Фронтвейв Арена».

## Статистика сезонов
| Сезон                          | Дивизион                  | Регулярный сезон          | Регулярный сезон | Регулярный сезон | Регулярный сезон | Плей-офф                                                                                                  |
| Сезон                          | Дивизион                  | Место                     | В                | П                | В%               | Плей-офф                                                                                                  |
| ------------------------------ | ------------------------- | ------------------------- | ---------------- | ---------------- | ---------------- | --- |
| Агуа-Кальенте Клипперс Онтэрио |                           |                           |                  |                  |                  | |
| 2017–18                        | Тихоокеанский             | 5-е                       | 23               | 27               | 46,0             | |
| 2018–19                        | Тихоокеанский             | 3-е                       | 26               | 24               | 52,0             | |
| 2019–20                        | Тихоокеанский             | 3-е                       | 22               | 22               | 50,0             | Сезон был отменён из-за пандемии COVID-19                                                                 |
| 2020–21                        | —                         | 16-е                      | 5                | 10               | 33,3             | |
| 2021–22                        | Западный                  | 2-е                       | 22               | 11               | 66,7             | Выигрыш полуфинала конференции (Саут-Бей) 112-110 проигрыш финала конференции (Рио-Гранде Вэллей) 114-125 |
| Онтэрио Клипперс               |                           |                           |                  |                  |                  | |
| 2022–23                        | Западный                  | 9-е                       | 17               | 15               | 53,1             | |
| 2023–24                        | Западный                  | 12-е                      | 15               | 19               | 44,1             | |
| Сан-Диего Клипперс             |                           |                           |                  |                  |                  | |
| 2024–25                        | Западный                  |                           |                  |                  |                  | |
| Всего в регулярном сезоне      | Всего в регулярном сезоне | Всего в регулярном сезоне | 130              | 128              | 50,4             | |
| Всего в плей-офф               | Всего в плей-офф          | Всего в плей-офф          | 1                | 1                | 50,0             | |

## Связь с клубами НБА

### Является фарм-клубом
- Лос-Анджелес Клипперс (2017—н. в.)